# Ermke
Ermke ist ein Ortsteil der Gemeinde Molbergen im niedersächsischen Landkreis Cloppenburg. Er liegt südwestlich des Kernortes Molbergen an der Landesstraße L 834. Nordwestlich des Ortes erstreckt sich das 610 ha große Naturschutzgebiet Molberger Dose. 

## Geschichte
Die Bauerschaft Ermke wurde im Jahre 947 erstmals in einer Schenkungsurkunde als „Armike“ erwähnt, in der Otto I. dem Kloster Enger einen Hof vermachte. In einem Lehensverzeichnis im Jahre 1275 wird Ermke als "Ermerike" geführt.
Im Jahr 1991 erhielt Ermke im Bundeswettbewerb Unser Dorf hat Zukunft die Auszeichnung in Silber. Bis 1997 hieß dieser Wettbewerb „Unser Dorf soll schöner werden“.

## Kultur und Sehenswürdigkeiten

### Sport
In Ermke sind einige sportliche Aktivitäten möglich.
- Fußball: Der BC BW Ermke vertritt den großen Breitensport.
- Schießen: In Ermke gibt es einen aktiven Schützenverein.
- Tennis: Es steht eine Anlage mit drei Sandplätzen (Schlackeplätze) zur Verfügung.

### Regelmäßige Veranstaltungen
- Beachparty
- Schützenfest
- Osterfeuer